# コンスタンティン (映画)
『コンスタンティン』（原題: Constantine）は2005年制作のアメリカ合衆国のファンタジー・アクション映画。フランシス・ローレンス監督、主演はキアヌ・リーブス。上映時間は121分。原案はDCコミックス刊行のアメリカンコミック『ヘルブレイザー』（Hellblazer）。
2005年2月7日にフランスで、翌2月8日に香港でそれぞれ公開された後、2月18日にアメリカとカナダで公開された。日本公開は4月16日。配給はワーナー・ブラザース。
宗教色が強い作品であり、キリスト教にまつわる単語や人物名、宗教観などが取り入れられている。

## あらすじ
この世は天界・人間界・地獄の3つの世界に分けられ、それぞれの住人は別の世界へと自由に行き来することはできない。だが、天使や悪魔は人間と違わぬ外見を持った中間的存在「ハーフ・ブリード」を送り込み、それぞれの立場から間接的に人間界に干渉していた。
ロサンゼルスに住むジョン・コンスタンティンは悪魔祓いを生業としている。ある日、同業者のヘネシー神父から頼まれて悪魔につかれた少女を助けるが、その悪魔が行き来できないはずの人間界に入り来もうとしていたことや、少女が描いた“槍”の絵から、何か異変が起きていることを察知する。
翌日、肺癌で余命幾許もないと宣告されたジョンは天界側のハーフ・ブリードであるガブリエルと面会する。過去に自殺を図ったため地獄行きが確定しているジョンは、悪魔に対処するには自分の力が必要だろうと寿命の延長を申し出る。しかし、ガブリエルには「天国行きに必要なのは「自己犠牲」と「神を信じる事」であり、自分のためにいくら悪魔祓いをしても地獄行きは変わらない」「死ぬのは重度の喫煙による自業自得だ」と返答されてしまう。続けてジョンはパパ・ミッドナイトのバーを訪れて“イス”の使用を望むが、中立であり世界の均衡を望む彼は非協力的で、“イス”の使用を拒まれてしまった。
一方で、刑事のアンジェラ・ドッドソンは双子の妹イザベルが入院する病院の屋上から飛び降りて死亡したことを知らされる。神を敬愛する妹の自殺に疑念を抱いたアンジェラは、監視カメラに映ったイザベラが「コンスタンティン」と呟いた声を聞き、自宅に戻ったジョンを訪ねていた。ジョンは超常の存在を信じない彼女にまともな対応をせず、怒ったアンジェラは帰ってしまう。直後、悪魔の気配を感じたジョンはアンジェラを追いかけ、彼女を襲撃する魔手（タロン）と呼ばれる悪魔の群れを撃退すると、イザベラが本当に自殺であったかを確認するため、一時的に地獄へと向かう。地獄にはイザベラの魂が囚われており、彼女が手首に付けていたタグを入手し、アンジェラの信用を獲得する。
その頃、ジョンに協力を頼まれたヘネシーは悪魔が関与した出来事を調査し、イザベルの事件にたどり着き彼女の遺体を調べていた。自身の能力でこの世ならざる者の声を聞いたヘネシーは動転し持っていた酒を飲もうとするが、ボトルからは一滴も出てこない。死体安置所から出て飛び込んだ店の酒も全く飲むことができないが、それは悪魔側のハーフ・ブリードであるバルサザールによる幻覚だった。やがて倒れこんだヘネシーはジョンの名前を呼びながら息絶える。連絡を受けたアンジェラと共に現場を訪れたジョンは、ヘネシーが左手にダイイングメッセージとして何かのマークを刻んでいることに気付くと、協力者であるビーマンに連絡し調べるように依頼する。
ジョンとアンジェラはイザベルが残した手掛かりを探すため彼女の病室を訪れ、「コリント書17章1節」というメッセージを発見する。人間界のコリント書に17章は存在しないが、21章まで存在する地獄の聖書を調べた電話口のビーマン曰く、サタンの息子マモンが人間界に来ようとしており、そのためには霊力の高い人間と、「神の助け」が必要だという。しかし、ビーマンは突然電話を切ってしまい、ジョン達が駆けつけた時には既に悪魔によって殺された後だった。アンジェラは幼少期に妹を裏切った過去と共に、自分には妹以上の霊力があったことをジョンに打ち明けると、イザベルの死の真相を知るため超常の世界と深く関わることを決意する。
ジョンの協力で臨死体験によって地獄を垣間見る事で強い霊力の自覚が復活したアンジェラは、ビーマンの殺害現場からバルサザールの持つコインを発見する。ジョンは準備を整えるとアンジェラには待機するよう言い付け、単身でバルサザールを急襲する。マモンの出現に必要な「神の助け」にはキリストを死に至らしめた“運命の槍”に付いている“神の血”を用いることを聞き出すが、その場にジョンを追ってきたアンジェラが現れると、姿の見えない何者かが彼女を攫って行ってしまう。ジョンは助手のチャズを連れてミッドナイトのもとを訪れ彼を説得すると、シンシン刑務所で200人を処刑した“イス”を使い、“運命の槍”とアンジェラがイザベルの死んだ病院に運び込まれていることを知る。ジョンとミッドナイトが病院に集結しているハーフ・ブリードにどう対抗するか悩んでいたところ、チャズが呟いた伝承が大きなヒントとなる。チャズを気に入ったミッドナイトはジョンに口添えをし、アンジェラの救出はジョンとチャズの2人で行うことになった。
病院に到着すると、チャズは院内の水道水を聖水に変えるため貯水タンクに聖なる十字架を投入しに向かう。大勢のハーフ・ブリードと対峙したジョンはライターでスプリンクラーを作動させて部屋中に聖水を散布し、混乱した彼らを聖なるショットガンで地獄に送り返していく。合流したチャズと共にハーフ・ブリードを一掃したジョンだが、奥の部屋にいるアンジェラには既にマモンが入り込んでいた。チャズの協力によってマモンを抑えることに成功したものの、姿の見えない何者かの攻撃を受けたチャズは絶命してしまう。怒りに震えるジョンが腕の刺青を使いその何者かの姿を暴き出すと、現れたのはガブリエルだった。ガブリエルは、重罪人でも悔い改めれば神の赦しと救いを得られる人間を「恵まれすぎている」と考えており、人間には神の恩寵に相応しい存在になる必要があると主張する。そのための試練として悪魔を人間界に呼び込み、悪魔の支配に耐え抜けるかどうかで人間を選別しようとしていたのだ。
ガブリエルに一蹴されたジョンは無力さを痛感し神に助けを求めるが、神が応じる様子はない。ジョンがガラスの破片で手首の動脈を切って自殺を図ると、死を迎えた瞬間ジョンの前にサタンことルシファーが現れる。ルシファーはジョンを気に入るあまり、自ら迎えにやって来たといい、ジョンもそれを予期していた。ジョンから息子であるマモンが人間界に来ようとしていることを告げられたルシファーは、いずれ手に入れるつもりの人間界を維持するためマモンを地獄へと送り返し、神から見放され力を失ったガブリエルの翼を焼き焦がしてしまう。ルシファーはジョンに出来た借りを返すため彼の願い通りイザベルの魂を神に引き渡すと、ジョンの体を引き摺って地獄へ戻ろうとするが、少し歩いたところでジョンの体が全く運べなくなってしまう。それは、自身の死と引き換えにイザベルの救済を求める「自己犠牲」によりジョンの魂の行き先が天国へと変更されたためだった。ファックサインを片手に天に召されようとするジョンを諦めきれないルシファーは、彼の体に両手を突っ込むと、両方の肺から悪性の物質を全て取り出すことでジョンを延命させ、改めて地獄に来るまで生きるように伝えるのであった。
生き長らえたジョンが“運命の槍”を回収していると、翼を失い人間となったガブリエルが挑発してきた。ガブリエルは天界に帰るため自らを殺させようとするが、ジョンは顔面を殴ってその場を後にする。ジョンがアンジェラに“運命の槍”を誰も知らない場所に隠すよう託すと、アンジェラは再会を約束させて去っていく。
チャズの墓を参ったジョンは、手向けとして愛用していたライターを墓石に置き、背を向けて歩き出す。直後、背後で翼を広げる気配に振り返ったジョンが目にしたのは、天界側のハーフ・ブリードの姿で現れ、そのまま飛び去るチャズであった。小さく笑ったジョンは再び背を向けて、歩き出していった。

## 登場人物・キャスト
ジョン・コンスタンティン
演 - キアヌ・リーブス
主人公。悪魔祓いを生業とする男。幼少時から強い霊力を持ち、人間とハーフ・ブリードを見分けられる特殊な能力を持つ。この世ならざる者が見えることを両親ともども精神的な病気による幻覚だと思った結果、10代だった20年前に自殺を図って2分間だけ死亡した過去がある。その際、一時的に地獄に行ったことで超常の存在を現実だと認識するようになるが、神からは自殺者の判断を下され死後の地獄行きが決定している。
悪事を働く悪魔側のハーフ・ブリードを地獄に送り返してもいるが、それは神に善行を見せることで地獄行きを回避したいという利己的な動機によるもので、神への信仰心や自己犠牲の精神は一切ない。そのため、悪魔祓いの際に読み上げる聖書の一節もまともに暗記していない。
15歳からたばこを毎日30本吸い続けているヘビースモーカーでもある。肺癌を患って余命が僅かだと分かっても喫煙をやめるつもりはない。たばこは「CHANG JIANG（映画用に作られた架空の銘柄）」、時計はORISの機械式時計、酒はアードベッグを、それぞれ愛用している。閉鎖されたボウリング場に隣接するビルに住んでおり、部屋の窓側には聖水の詰まったタンクが敷き詰めてある。イニシャルは「イエス・キリスト（Jesus Christ）」を暗示している。
アンジェラ・ドッドソン
演 - レイチェル・ワイズ
有能な女刑事。霊力や悪魔など超常現象の類を信じない現実的な性格だが、双子の妹イザベルの死の真相を求めてジョンを訪ねた直後、超常現象に遭遇したことで拒絶していた超常の存在を受け入れる。
実は強力な霊力の持ち主だが、幼い頃から能力を隠し続けていたために、ある時期からこの世ならざる者が見えなくなっている。しかし現在でも「犯罪者の居場所が分かる」「犯罪者を銃で撃つ際にはどこをいつ撃てばいいかが分かる」など、強力な霊力の一端と思われる能力が発現している。
イザベル・ドッドソン
演 - レイチェル・ワイズ
アンジェラの双子の妹。姉と共に敬虔なクリスチャンである。作品冒頭の約2週間前から精神病棟に入っていたが、自分を呼ぶ何者かの声に目を覚ました後、屋上から飛び降りて死亡する。
幼少期から霊力によって見えた物を周囲に話し続けており、10歳の頃からは入退院を繰り返す日々を送っている。
チャズ・クレイマー
演 - シャイア・ラブーフ
ジョンの助手。ジョンに憧れエクソシストになりたいと思っているが、霊力を持たない。
危険に巻き込むまいとするジョンからパシリのように扱われていることを不満に思いつつも諦める様子はなく、独学で書物を漁って悪魔祓いに必要な知識を蓄える努力家である。
パパ・ミッドナイト
演 - ジャイモン・フンスー
引退した元エクソシストで、かつては祈祷師として活動していた。強い霊力を持っており、現在でもかなりの実力を誇る。
人間界で行われる天界と地獄の争いを嫌って中立の立場を表明し、中立な場所としてハーフ・ブリードの集うバーを経営している。バーに入店するには、ガードマンが裏側だけ提示するカードの絵柄を当てるという霊力チェックをパスする必要がある。
店の倉庫には様々な骨董品を集めており、中には悪魔祓いに用いる道具も存在する。ヘネシーとビーマンは彼の友人でもある。
ヘネシー神父
演 - プルイット・テイラー・ヴィンス
ジョンの同業者であり協力者。この世ならざる者の声を聞く能力を持つが、それに耐えられず常に飲酒しており、アル中になっている。
ジョンに悪魔の動向を調べるよう頼まれた際は大量の新聞を用意し、その内容を声として聞くことで悪魔が関わる記事を探し当てていた。
ビーマン
演 - マックス・ベイカー
ジョンの協力者。ジョンのために対ハーフ・ブリード用の武器や道具を調達したり、情報収集をしている。虫が好きで、道具の選出にも影響されている。
閉鎖されたボウリング場に住んでおり、ボウリングマシンの裏側に居を構えている。不穏な気配を感じて死を覚悟した際には、ジョンが希望であることを伝えて電話を切った。
ガブリエル
演 - ティルダ・スウィントン
天界側のハーフ・ブリード。ジョンと天界を繋ぐ橋渡し役。大天使ガブリエルと同名であるが完全に別の存在。
ジョンの悪魔祓いが利己的な思惑によるものであると見抜いており、「無駄な事」と諭して真っ当な信仰による行動を勧めている。
バルサザール
演 - ギャヴィン・ロスデイル
悪魔側のハーフ・ブリード。ジョンとは対立関係にあるが、表立って悪事を働いていないため見逃されている。
コインを使って手遊びをする癖がある。
ルシファー
演 - ピーター・ストーメア
完全な悪魔。神に反逆し、天界にいる天使のうち三分の一を率いて襲撃したが敗北し、天界の遥か下方の地獄に堕とされ堕天使となった。
ジョンが自殺を図った20年前から彼に目を付けており、その気に入り様はジョンが死ぬ際には自ら出向いて地獄へと連れて行くつもりであるほど。
白いスーツを着た紳士の姿をしているが、足は裸足でタールのような液を滴らせており、フランクな口調で喋る。

## 日本語吹替
| 役名                     | 俳優                           | 日本語吹替                                                     | 日本語吹替                                                       |
| 役名                     | 俳優                           | ソフト版                                                       | テレビ朝日版                                                     |
| ------------------------ | ------------------------------ | -------------------------------------------------------------- | ---------------------------------------------------------------- |
| ジョン・コンスタンティン | キアヌ・リーブス               | 小山力也                                                       | 森川智之                                                         |
| アンジェラ・ドッドソン   | レイチェル・ワイズ             | 甲斐田裕子                                                     | 岡寛恵                                                           |
| イザベル・ドッドソン     | レイチェル・ワイズ             | 甲斐田裕子                                                     | 岡寛恵                                                           |
| チャズ・クレイマー       | シャイア・ラブーフ             | 川田紳司                                                       | 浅沼晋太郎                                                       |
| パパ・ミッドナイト       | ジャイモン・フンスー           | 落合弘治                                                       | 相沢正輝                                                         |
| ビーマン                 | マックス・ベイカー             | 飛田展男                                                       | 多田野曜平                                                       |
| ヘネシー神父             | プルイット・テイラー・ヴィンス | 塩屋浩三                                                       | 石住昭彦                                                         |
| バルサザール             | ギャヴィン・ロスデイル         | 山野井仁                                                       | 江原正士                                                         |
| ガブリエル               | ティルダ・スウィントン         | 田中敦子                                                       | 勝生真沙子                                                       |
| ルシファー               | ピーター・ストーメア           | 安原義人                                                       | 野沢那智                                                         |
| ギャレット神父           | フランシス・ギーマン           | 大滝進矢                                                       |                                                                  |
| アーチャー医師           | エイプリル・グレイス           | 勝生真沙子                                                     |                                                                  |
| その他出演               | N/A                            | 田中完 坂口候一 樫井笙人 寺田はるひ 太田哲治                   | 小松史法 定岡小百合 奥田啓人 宝亀克寿 花輪英司 佐藤美一 亀岡真美 |
|                          |                                |                                                                |                                                                  |
| 演出                     |                                | 岩浪美和                                                       | 鍛治谷功                                                         |
| 翻訳                     | 林完治（字幕）                 | 久保喜昭                                                       | 久保喜昭                                                         |
| 調整                     |                                | 新井保雄                                                       | 飯村靖雄                                                         |
| 効果                     |                                |                                                                | リレーション                                                     |
| プロデューサー           |                                | 小出春美 （ワーナー・ホーム・ビデオ）                          |                                                                  |
| 制作                     |                                | ワーナー・ホーム・ビデオ HALF H・P STUDIO （担当：米屋林太郎） | ブロードメディア・スタジオ                                       |

- ソフト版：VHS・DVD・Blu-ray・4K ULTRA HD収録、各種オンデマンド配信にも使用。
- テレビ朝日版：初回放送2008年5月25日『日曜洋画劇場』21:00-22:54、4K ULTRA HD収録。
  - 再放送：2015年8月17日『月曜ゴールデン』（TBS系列）
  - 再放送：2022年2月7日『午後のロードショー』

## 作中設定
ハーフ・ブリード
人間界に直接干渉できない天界の神や天使、地獄の悪魔が人間界に送り込んだ、天使や悪魔と人間との中間的存在。外見は人間そのもので区別がつかないが、ジョン・コンスタンティンは自身の持つ能力によって見分けることができる。
死ねばそれぞれの属する世界に戻っていく。悪魔側のハーフ・ブリードは聖なる武器でなければ傷付けたり殺したりすることができないが、天界側のハーフ・ブリードも同様かは作中で描写がなく不明。
地獄
悪魔が住まう世界。作中では、地表は現代の人間界の様子が反映されているものの荒廃しており、地下は大きな空洞が広がっていて地獄に堕ちた人間の魂が悪魔に蹂躙されている。
地獄では時間が経過しないか、時間の流れが人間界に比べて非常に遅く、時間の感覚が一致しない。また、水が一切存在していない。
死亡する以外にも一時的に地獄へ行く方法が存在するが、帰還するにはアンプルなどで水を持ち込んでおく必要がある。ジョン曰く「水はどの世界にも繋がっている」ため、世界を行き来する道具に適しているらしい。なお、素人のアンジェラを地獄に向かわせた際は水を張った湯船に全身を沈めさせて押さえ込み、臨死体験という一時的な死を利用する方法を取った。
人間界と同様に聖書が存在するものの、章の数など内容が多少異なる他、解釈のされ方も違っている。

## 武器・道具
作中では主人公のジョン・コンスタンティンが悪魔側のハーフ・ブリードと戦うため、様々な武器や道具を使用する。それらの大半は神の息吹がかかったものである。
聖なるショットガン
様々な聖具を組み合わせ作られるコンスタンティン最大の武器。リボルバー式だが、残弾が尽きると弾倉ごと取り替える。弾丸は聖具を溶かし作られた物を使用する。
銃そのものが十字架の形をしていることに加え全体に聖なる言葉が刻まれているため、銃身で殴り付けてもハーフ・ブリードにダメージを与えられる。
メリケンサック
十字軍が遠征した際に、司教より祝福された純金でできているメリケンサック。殴打に聖性を持たせて効果を発揮する。
「in nomine pater et filius et spiritus sanctus（父と子と聖霊の御名において）」とラテン語で表記されており、聖なる十字架があしらわれている。
ヨルダン川の聖水の入ったアンプル
聖水はハーフ・ブリードを弱らせることができる。攻撃の他、ジョンが地獄から帰還する際にも使用された。
“悪魔の棲む家”のキーキー虫
「CLEOPATRA（クレオパトラ）」の文字とスカラベの絵が書かれた小さな箱に入れられている。箱を振ると悪魔が嫌がる鳴き声を発する。
ドラゴンの息
純金製の火炎放射器。上記のショットガンの銃身に組み込まれ、壁越しにバルサザールを強襲する際に使用されたが、｢火から生まれた｣と自ら称するバルサザール自身には効果は薄かった。

## スタッフ
- 監督: フランシス・ローレンス
- 製作総指揮: ギルバート・アドラー、マイケル・アグィラー
- 原作: ジェイミー・デラノ、ガース・エニス （コミック『ヘルブレイザー』として）
- 脚本: ケヴィン・ブロドビン、フランク・カペロ
- 音楽: ブライアン・タイラー、クラウス・バデルト
- 視覚効果：ハイドラックス
- 視覚効果：ティペット・スタジオ

## 評価
レビュー・アグリゲーターのRotten Tomatoesでは229件のレビューで支持率は46%、平均点は5.50/10となった。Metacriticでは41件のレビューを基に加重平均値が50/100となった。

## 小説
- コンスタンティン（竹書房 2005年4月 ジョン・シャーリー） ISBN 4-8124-2093-8 - 本映画作品のノベライゼーション。

## パッケージソフト
- CD / サウンドトラック コンスタンティン - 2005年4月発売
- DVD コンスタンティン 期間限定出荷版（1枚組） - 2005年9月2日発売。発売元：ワーナー・ブラザース ホームエンターテイメント、販売元：NBCユニバーサル・エンターテイメントジャパン
- DVD コンスタンティン 特別版（2枚組） - 2005年9月2日発売。発売元：ワーナー・ブラザース ホームエンターテイメント、販売元：NBCユニバーサル・エンターテイメントジャパン
- Blu-ray コンスタンティン（1枚組） - 2008年11月5日発売。発売元：ワーナー・ブラザース ホームエンターテイメント、販売元：NBCユニバーサル・エンターテイメントジャパン
- 4K ULTRA HD&Blu-ray 【初回限定生産】コンスタンティン 日本語吹替音声追加収録版〈4K ULTRA HD&ブルーレイセット〉（2枚組） - 2025年4月2日発売。発売元：ワーナー・ブラザース ホームエンターテイメント、販売元：NBCユニバーサル・エンターテイメントジャパン

## ゲーム
- コンスタンティン（Xbox 2005年4月21日発売）
- コンスタンティン（PS2 2005年5月26日発売）

## 続編
2023年10月、監督のフランシス・ローレンスが続編について言及し、2023年全米脚本家組合ストライキによって中断されていた脚本の執筆が前向きに進んでいると発言した。1作目で製作を務めたローレンスとアキヴァ・ゴールズマン、主演のキアヌ・リーブスらは実際に会って話し合っているという。